# Sydney International 2014
Die Sydney International 2014 im Badminton fanden vom 24. bis zum 27. September 2014 in Sydney statt. 

## Sieger und Platzierte
| Disziplin    | Gold                            | Silber                             | Bronze                              |
| ------------ | ------------------------------- | ---------------------------------- | ----------------------------------- |
| Herreneinzel | Riichi Takeshita                | Huang Guoxing                      | Sattawat Pongnairat                 |
| Herreneinzel | Riichi Takeshita                | Huang Guoxing                      | Andrew Smith                        |
| Dameneinzel  | Yuki Fukushima                  | Kana Ito                           | Kaori Imabeppu                      |
| Dameneinzel  | Yuki Fukushima                  | Kana Ito                           | Sayaka Sato                         |
| Herrendoppel | Bao Zilong Qi Shuangshuang      | Phillip Chew Sattawat Pongnairat   | Yee Jian Kwek Wei Chong Man         |
| Herrendoppel | Bao Zilong Qi Shuangshuang      | Phillip Chew Sattawat Pongnairat   | Razif Abdul Latif Zakry Abdul Latif |
| Damendoppel  | Yuki Fukushima Sayaka Hirota    | Sylvinna Kurniawan Susan Wang      | Ding Kexin Tong Hao                 |
| Damendoppel  | Yuki Fukushima Sayaka Hirota    | Sylvinna Kurniawan Susan Wang      | Verdet Kessler Joy Lai              |
| Mixed        | Sawan Serasinghe Setyana Mapasa | Tran Hoang Pham Sylvinna Kurniawan | Phillip Chew Jamie Subandhi         |
| Mixed        | Sawan Serasinghe Setyana Mapasa | Tran Hoang Pham Sylvinna Kurniawan | Matthew Chau Jacqueline Guan        |